# Love Object
Love Object (br: Olhos da Morte) é um filme de Suspense de 2003, escrito e dirigido por Robert Parigi. Kenneth (interpretado por Desmond Harrington) é um eficiente mas socialmente desajeitado escritor técnico que desenvolve uma relação obsessiva com Nikki, uma boneca sexual de borracha que ele comanda.

## Sinopse
O inseguro e tímido Kenneth Winslow tem sua vida transformada ao se envolver de maneira perigosa em um perverso triângulo amoroso que envolve sua colega de trabalho e uma boneca anatômica de silicone, assustadoramente humana. A boneca desperta em Kenneth uma estranha e perigosa obsessão.

## Elenco
- Desmond Harrington ... Kenneth Winslow
- Melissa Sagemiller ... Lisa Bellmer
- Udo Kier ... Radley, o senhorio
- Rip Torn ... Sr. Novak
- Camille Guaty ... caixa na loja de flores

## Prêmios
Woodstock Film Festival (2003)
- Elmer Bernstein Award - Nicholas Pike

Gérardmer Film Festival (2004)
- International Critics Award - Robert Parigi
- Premiere Award - Robert Parigi

Malaga International Week of Fantastic Cinema (2004)
- Melhor Ator - Desmond Harrington
- Melhor Roteiro - Robert Parigi

## Ligações Externas
- Love Object. no IMDb.